# Marder 1
Marder (pol. kuna) – niemiecki gąsienicowy bojowy wóz piechoty opracowany i produkowany przez koncern Rheinmetall AG. Pojazdy Marder są używane w armii niemieckiej jako podstawowe uzbrojenie piechoty zmechanizowanej od lat 70. do chwili obecnej.

## Historia
Prace konstrukcyjne nad Marderem rozpoczęły się w styczniu 1960, kiedy to podpisano kontrakt na opracowanie nowoczesnego bojowego wozu piechoty dla Bundeswehry. Faza prototypowa projektu zakończyła się 7 maja 1971, kiedy to pierwszy egzemplarz produkcyjny został przekazany niemieckiej armii.
Zadaniem pojazdu było zastąpienie transportera opancerzonego Schützenpanzer Lang HS.30.
Początkowo prace rozwojowe przyznano dwóm grupom firm: Rheinstal Group (Rheinstal-Hanomag, Ruhrstahl, Witten-Annen, Burno Warnecke) i grupie w skład której wchodziły Henschel Werke i szwajcarski MOWAG. Rezultatem pierwszego etapu prac była produkcja siedmiu prototypowych pojazdów. Druga seria pojazdów prototypowych została wyprodukowana w latach 1961–1963. W tym czasie prace nad prototypami uległy spowolnieniu z powodu nadania priorytetu opracowywanemu równolegle niszczycielowi czołgów Jagdpanzer Kanone 90mm.
W 1967 po ostatecznym przedstawieniu przez wojsko wymagań technicznych przystąpiono do budowy trzeciej i ostatniej serii prototypów. W końcowej fazie rozwoju pojazdu brała udział grupa Rheinstahl która wytworzyła 10 egzemplarzy przedseryjnych, które wzięły udział w testach poligonowych z udziałem niemieckiej armii między październikiem 1968 a marcem 1969. W maju 1969 pojazdowi oficjalnie nadano nazwę Marder 1, a w październiku Rheinstahl został głównym dostawcą tego wozu.
Pierwszy produkcyjny Marder 1 został przekazany niemieckiemu wojsku 7 maja 1971. Produkcję seryjną zakończono w 1975 po wyprodukowaniu 2136 pojazdów.

## Wersje i modernizacje
Marder okazał się udaną i podatną na modernizacje konstrukcją. Jego kadłub stał się podstawą do opracowania wielu wersji i modernizacji:
- Marder 1A1 – ulepszony system zasilania armaty, zainstalowane noktowizyjne urządzenie obserwacji PERI Z-16 oraz nocnego celownika Z-59. Lepsza instalacja ochrony przed ABC. Masa pojazdu wzrosła do 30 ton. Wprowadzona w roku 1982.
- Marder 1A1A – wersja A1 bez urządzeń noktowizyjnych
- Marder 1A2 – wersja A1 z urządzeniem stabilizacji uzbrojenia tzw. III generacji.
- Marder 1A3 – wersja, która znajduje się obecnie na wyposażeniu Bundeswehry (od końca lat 80.). Posiadają wzmocnione opancerzenie przedniej części kadłuba (pancerz laminowany) i burt, posiadają także dodatkowy karabin maszynowy kal. 7,62 mm montowany na wieży. Masa wzrosła do 35 ton.
- Marder 1A4 – od wersji 1A3 różni się systemem łączności umożliwiającym szyfrowanie przekazywanych danych.
- Marder 1A5 – wersja ze wzmocnioną ochroną przeciwminową

Na podstawie konstrukcji Mardera firma Thyssen-Henchel opracowała dla Argentyny czołg podstawowy TAM. Konstrukcje Mardera wykorzystano także do opracowania wersji systemu przeciwlotniczego Roland.

## Użytkownicy
- Chile – 200 wozów w wersji 1A3 oraz siedem pojazdów do nauki jazdy[1][2]
- Grecja – W 2009 roku planowano zakupić 422 wozy opancerzone typu Marder 1. Z powodu braku funduszy transakcja nigdy nie doszła do skutku[2]. W 2022 roku doszło do porozumienia z rządem greckim w sprawie przekazania 40 Marder 1A3 w zamian za tyleż ex-enerdowskie BMP-1, które przekazano Ukrainie[3].
- Indonezja – 42 wozy w wersji 1A3.[4][2]
- Jordania – 75 wozów w wersji 1A3 oraz dwie do nauki jazdy dostarczone w latach 2017–2020[5]
- Niemcy - ok. 370 szt. w 2022 r.[6]
- Ukraina - Niemcy zobowiązały się do przekazania łącznie 100 wozów typu Marder 1A3[7][8]

Niedoszli
- Tajlandia[2]
- Szwajcaria[2]